# Фрикативні приголосні
Фрикативні приголосні, також фрикативи (лат. fricativi, від fricō — «труся»), спіранти (лат. spirantes, від spiro — «дихаю») або щілинні приголосні — протисні приголосні, що виникають тертям видихового струменя повітря в якомусь звуженні артикуляційних органів мови (губ, зубів, ясен, язика, поверхні гортані, голосових зв'язок).

## В українській мові
В українській мові фрикативи утворюються такими артикуляційними органами, як губи (в), нижньою губою й верхніми передніми зубами (ф), кінцем язика й задньою стороною верхніх різців (с, з, с', з') чи ясен (ш, ж), задньою частиною язика й задньою стінкою верху гортані (х), між голосовими зв'язками (г). Серед спірантів характеристичні для української мови опозиційні пари дзвінкости-глухости (з: с; ж: ш; г: х), твердости-м'якости у сибілянтів (з: з'; с: с'). Губні спіранти м'якшаться лише позиційно перед і, а також у групах приголосний +в ('а); в останньому випадку є тенденція виділити палатальний елемент у й (по говірках в' може набувати чи втрачати м'якість). Губні спіранти мало стійкі: в після голосних виступає у варіанті ў, а ф по говірках переходить у х, хв (як і навпаки: група хв може там переходити в ф). Дзвінка пара до х (: х) з'являється лише як позиційний варіант фонеми х перед наступним дзвінким приголосним на межі слів (тих добрих братіў), а глуха пара до г — лише по говірках (також у формі 'нульової' фонеми; пор. західно-українське порí : порóга), внаслідок чого опозиція г: х також нестійка.

## Фрикативи

### Сибілянти
- [s] (с) — глухий ясенний фрикативний
- [z] (з) — дзвінкий ясенний фрикативний
[sʲ] (м'який с) — глухий ясенний фрикативний палаталізований
[zʲ] (м'який з) — дзвінкий ясенний фрикативний палаталізований
- [ɕ] (м'який ш) — глухий ясенно-твердопіднебінний фрикативний
- [ʑ] (м'який ж) — дзвінкий ясенно-твердопіднебінний фрикативний
- [ʃ] (ш) — глухий заясенний фрикативний
- [ʒ] (ж) — дзвінкий заясенний фрикативний
[ʃʲ] (напівм'який ш) — глухий заясенний фрикативний палаталізований
[ʒʲ] (напівм'який ж) — дзвінкий заясенний фрикативний палаталізований
- [ʂ] (твердий ш) — глухий ретрофлексний фрикативний
- [ʐ] (твердий ж) — дзвінкий ретрофлексний фрикативний

### Несибілянти
- [f] (ф) — глухий губно-зубний фрикативний
- [v] (в) — дзвінкий губно-зубний фрикативний
- [x] (х) — глухий м'якопіднебінний фрикативний
- [ɣ] (г) — дзвінкий м'якопіднебінний фрикативний